# Ернесто Хуст
Ернесто Хуст (на английски: Ernesto Hoost) е нидерландски майстор на бойни изкуства.
Спортува сават и кикбокс. Той е единственият кикбоксьор, който е успял 3 пъти да победи Мирко Филипович.